# Guatteria pilosula
Guatteria pilosula är en kirimojaväxtart som beskrevs av Jules Émile Planchon, Jean Jules Linden och José Jéronimo Triana. Guatteria pilosula ingår i släktet Guatteria och familjen kirimojaväxter. Inga underarter finns listade i Catalogue of Life.